# كسوف الشمس 17 ديسمبر 2066
سيحدث كسوف كلي للشمس في 17 ديسمبر 2066. يحدث كسوف الشمس عندما يمر القمر بين الأرض والشمس ، وبالتالي يحجب صورة الشمس كليًا أو جزئيًا عن مشاهد على الأرض. يحدث الكسوف الكلي للشمس عندما يكون القطر الظاهري للقمر أكبر من قطر الشمس ، مما يحجب كل ضوء الشمس المباشر ، ويحول النهار إلى ظلام. تحدث الكلية في مسار ضيق عبر سطح الأرض ، مع كسوف جزئي للشمس مرئي فوق المنطقة المحيطة بعرض آلاف الكيلومترات.

## الخسوفات ذات الصلة

### كسوف الشمس 2065-2069
هذا الكسوف هو جزء من سلسلة كسوف الشمس 2065-2069. يتكرر الكسوف في كل 177 يومًا تقريبًا و 4 ساعات في العقد المتناوبة من مدار القمر.
| مجموعات سلسلة كسوف الشمس من 2065-2069 | مجموعات سلسلة كسوف الشمس من 2065-2069 | مجموعات سلسلة كسوف الشمس من 2065-2069 | مجموعات سلسلة كسوف الشمس من 2065-2069 | مجموعات سلسلة كسوف الشمس من 2065-2069 |
| ------------------------------------- | ------------------------------------- | ------------------------------------- | ------------------------------------- | ------------------------------------- |
| عقدة تصاعدية                          | عقدة تصاعدية                          |                                       | عقدة تنازلية                          | عقدة تنازلية                          |
| 118                                   | يوليو 3, 2065 جزئي                    | 123                                   | ديسمبر 27, 2065 جزئي                  |                                       |
| 128                                   | يونيو 22, 2066 حلقي                   | 133                                   | ديسمبر 17, 2066 كلي                   |                                       |
| 138                                   | يونيو 11, 2067 حلقي                   | 143                                   | ديسمبر 6, 2067 هجين                   |                                       |
| 148                                   | مايو 31, 2068 كلي                     | 153                                   | نوفمبر 24, 2068 جزئي                  |                                       |
| 158                                   | مايو 20, 2069 جزئي                    |                                       |                                       |                                       |

### ساروس 133
ساروس 133 ، يتكرر كل 18 عامًا ، 11 يومًا ، يحتوي على 72 حدثًا.
- بدأت السلسلة بكسوف جزئي للشمس في 13 يوليو 1219.
- وتحتوي على كسوف حلقي من 20 نوفمبر 1435 حتى 13 يناير 1526 ،
- مع خسوف هجين في 24 يناير 1544.
- وخسوفًا كليًا من 3 فبراير 1562 ، حتى 21 يونيو 2373.
- تنتهي السلسلة في العضو 72 ككسوف جزئي في 5 سبتمبر 2499.

كانت أطول مدة للمجموعة 6 دقائق و 49.97 ثانية في 7 أغسطس 1850. الكسوف الكلي لسلسلة saros هذه أصبحت أقصر وأصبحت أقصى الجنوب مع كل تكرار. تحدث جميع الكسوفات في هذه السلسلة عند عقدة القمر الصاعدة.
| تحدث أعضاء السلسلة 30-56 بين 1742 و 2211 | تحدث أعضاء السلسلة 30-56 بين 1742 و 2211 | تحدث أعضاء السلسلة 30-56 بين 1742 و 2211 |
| 30                                       | 31                                       | 32                                       |
| ---------------------------------------- | ---------------------------------------- | ---------------------------------------- |
| يونيو 3, 1742                            | يونيو 13, 1760                           | يونيو 24, 1778                           |
| 33                                       | 34                                       | 35                                       |
| يوليو 4, 1796                            | يوليو 17, 1814                           | يوليو 27, 1832                           |
| 36                                       | 37                                       | 38                                       |
| أغسطس 7, 1850                            | أغسطس 18, 1868 [الإنجليزية]              | أغسطس 29, 1886 [الإنجليزية]              |
| 39                                       | 40                                       | 41                                       |
| سبتمبر 9, 1904 [الإنجليزية]              | سبتمبر 21, 1922 [الإنجليزية]             | أكتوبر 1, 1940 [الإنجليزية]              |
| 42                                       | 43                                       | 44                                       |
| أكتوبر 12, 1958 [الإنجليزية]             | أكتوبر 23, 1976 [الإنجليزية]             | نوفمبر 3, 1994 [الإنجليزية]              |
| 45                                       | 46                                       | 47                                       |
| نوفمبر 13, 2012                          | نوفمبر 25, 2030 [الإنجليزية]             | ديسمبر 5, 2048                           |
| 48                                       | 49                                       | 50                                       |
| ديسمبر 17, 2066                          | ديسمبر 27, 2084                          | يناير 8, 2103                            |
| 51                                       | 52                                       | 53                                       |
| يناير 19, 2121                           | يناير 30, 2139                           | فبراير 9, 2157                           |
| 54                                       | 55                                       | 56                                       |
| فبراير 21, 2175                          | مارس 3, 2193                             | مارس 15, 2211                            |

### سلسلة تريتوس
هذا الكسوف هو جزء من دورة تريتوس ، يتكرر عند العقد المتناوبة كل 135 شهرًا متزامنًا (≈ 3986.63 يومًا ، أو 11 عامًا ناقص شهر واحد).
مظهرها وخط طولها غير منتظمين بسبب نقص التزامن مع الشهر غير الطبيعي (فترة الحضيض) ، لكن التجمعات المكونة من 3 دورات تريتوس (33 عامًا ناقص 3 أشهر) تقترب (≈ 434.044 شهرًا غير طبيعي) ، لذا فإن الكسوف متشابه في هذه التجمعات.
| أعضاء السلسلة بين عامي 1901 و 2100            | أعضاء السلسلة بين عامي 1901 و 2100            | أعضاء السلسلة بين عامي 1901 و 2100            | أعضاء السلسلة بين عامي 1901 و 2100 |
| --------------------------------------------- | --------------------------------------------- | --------------------------------------------- | ---------------------------------- |
| </img> </br>29 مارس 1903 </br> (ساروس 118)    | </img> </br> 25 فبراير 1914 </br> (ساروس 119) | </img> </br> 24 يناير 1925 </br> (ساروس 120)  |                                    |
| </img> </br> 25 ديسمبر 1935 </br> (ساروس 121) | </img> </br> 23 نوفمبر 1946 </br> (ساروس 122) | </img> </br> 23 أكتوبر 1957 </br> (ساروس 123) |                                    |
| </img> </br> 22 سبتمبر 1968 </br> (ساروس 124) | </img> </br> 22 أغسطس 1979 </br> (ساروس 125)  | </img> </br> 22 يوليو 1990 </br> (ساروس 126)  |                                    |
| </img> </br> 21 يونيو 2001 </br> (ساروس 127)  | </img> </br> 20 مايو 2012 </br> (ساروس 128)   | </img> </br> 20 أبريل 2023 </br> (ساروس 129)  |                                    |
| </img> </br> 20 مارس 2034 </br> (ساروس 130)   | </img> </br> 16 فبراير 2045 </br> (ساروس 131) | </img> </br> 16 يناير 2056 </br> (ساروس 132)  |                                    |
| </img> </br> 17 ديسمبر 2066 </br> (ساروس 133) | </img> </br> 15 نوفمبر 2077 </br> (ساروس 134) | </img> </br> 14 أكتوبر 2088 </br> (ساروس 135) |                                    |
| </img> </br> 14 سبتمبر 2099 </br> (ساروس 136) |                                               |                                               |                                    |

## روابط خارجية
- www.solar-eclipse.de - متوسط التغطية السحابية والمدن على طول مسار الكسوف
- رسومات ناسا